# اتحادیه ایبری

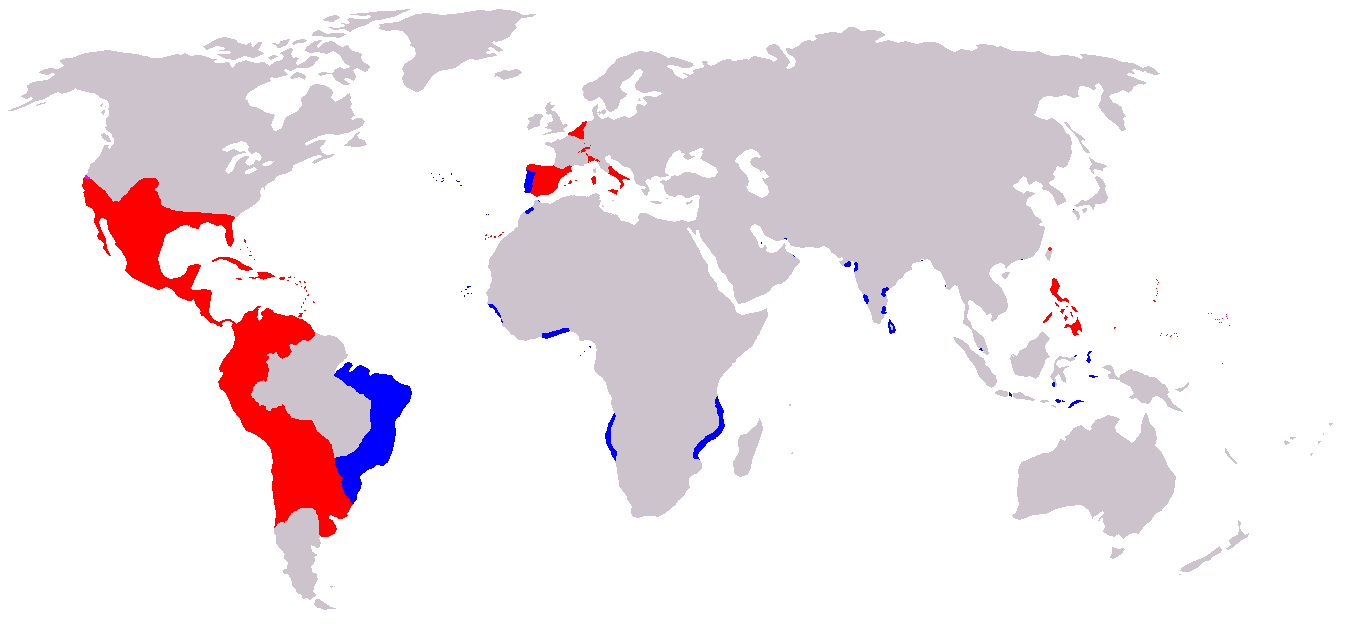
آبی نشان‌دهندهٔ قلمرو پرتغال و سرخ نشان‌گر قلمرو اسپانیا در خلال اتحاد دودمانی این دو کشور

اتحادیهٔ ایبری اتحادیه دودمانی تاج‌های کاستیا و آراگون و پادشاهی پرتغال بود که بین سالهای ۱۵۸۰ و ۱۶۴۰ وجود داشت و شبه جزیره ایبری، و همچنین مستعمرات پرتغالی و اسپانیایی در خارج از شبه‌جزیره را تحت حکومت پادشاهان دودمان هابسبورگ اسپانیا - فلیپه دوم، فلیپه سوم و فلیپه چهارم - در آورد. این اتحاد نتیجه بحران جانشینی پرتغال و جنگ متعاقب آن بود. اتحادیه ۶۰ سال پایدار ماند و سرانجام در پی جنگ احیای پرتغال و استقرار دودمان براگانسا به عنوان خاندان پادشاهی تازه، پرتغال فروپاشید.
در پی این اتحادیه همهٔ نهادهای سیاسی و اقتصادی پرتغال اتحاد خود را حفظ کردند و تنها نقطهٔ تلاقی و اشتراک این اتحاد شخصی پادشاه بود. اتباع هر امپراتوری هم در دیگری بیگانه شناخته می‌شدند.

## برآمدن و برافتادن اتحادیه
با مرگ سباستین در ۱۵۷۸ میلادی، عمر دودمان اویش هم به سر آمد. پس از او کاردینال انریکه یکم ۷۰ ساله به جانشینی‌اش رسید. با مرگ انریکه میان مدعیان پادشاهی بحرانی پدیدآمد. سه نفر از جمله آنتونیو، دوشس کترینه و فلیپه دوم پادشاه اسپانیا، که همگی نوه‌های مانوئل اول بودند. در این میان آنتونیو خود را پادشاه خواند، گروهی از شورای حکومتی که پیشتر از فیلیپ دوم پشتیبانی کرده بودند، بدو پناه بردند. فیلیپ به پرتغال لشکر کشید و هواخواهان آنتونیو را شکست داد. او خود را با عنوان فلیپه یکم پادشاه پرتغال خواند و دودمان فلیپه را بنیاد نهاد. سپس آلبرشت هفتم را نایب‌السلطنه پرتغال نمود و در مادرید هم شورای پرتغال را برای دادن مشاوره بدو در امور مربوط به این کشور به راه انداخت.
پرتغال زیر پادشاهی فلیپه دوم و پسرش فلیپه سوم استقلال داخلی خود را حفظ نمود و اقتصاد، پول، دولت و قوانین پرتغال نیز پاس داشته شد.
ولی با پادشاهی فلیپه چهارم رویهٔ تازه‌ای پی‌گرفته شد. مالیات‌ها بر پرتغالیان افزایش یافت. از ارج بزرگان پرتغالی در کرتس خنرالس (مجلس اسپانیا) کاسته شد و اسپانیایی‌ها بسیاری از مشاغل پرتغال را اشغال کردند. فلیپه چهارم کوشید تا از قدرت بزرگان پرتغال بکاهد و این کشور را به صورت وفادار به خود درآورد. مجموعه‌ای از اختلافات دیگر نیز رخ داد. سرانجام مردمان پرتغال از ژان چهارم برای رسیدن به پادشاهی پشتیبانی کردند. جنگ احیای پرتغال برای کوتاه کردن دست اسپانیا آغاز شد. در آن زمان نیروهای زبده اسپانیا در مرزهای فرانسه درگیر بودند و بنابراین نتوانستند کمکی به اسپانیایی‌های مستقر در پرتغال برسانند. ژان چهارم پیروزی‌های قاطعی به دست آورد و به تقویت نیروها و مواضعش پرداخت. او روابط حسنه‌ای را با پادشاهی انگلستان آغازید. سپس کوشید با اسپانیا آشتی کند، ولی این کوشش‌ها تا زمان جانشینش آفونسوی ششم میسر نشد.